# Економічні наслідки російсько-української війни (з 2014)
Економічні наслідки російської агресії проти України — втрати в інфраструктурі, об'єктах промисловості та інших суб'єктах економічної сфери, спричинені російською збройною агресією.

## Хронологія звітів
На 9 липня 2014 року, збитки руйнувань на Донбасі в ході війни становили 8,1 мільярди гривень.
Один місяць АТО коштував Україні 1,5 мільярди гривень.
21 липня 2014 року на АТО було вирішено додатково виділити 16,931 мільярди гривень.
20 травня 2015 року, прем'єр-міністр України Арсеній Яценюк на засіданні Уряду заявив, що Кабінет міністрів України вирішив припинити військово-технічну співпрацю з Російською Федерацією і дію угоди між Україною і Російською Федерацією про військово-технічне співробітництво, яка була підписана 26 травня 1993 року.
В результаті агресії не працюють такі великі металургійні підприємства, як Алчевський металургійний комбінат (13 % загального виробництва металургійної продукції), Донецький металопрокатний завод, Донецький електрометалургійний завод, Стахановський феросплавний завод.
Втрати металургійних підприємств у 2014 році оцінюються на рівні близько 40 млрд грн., зокрема 25 млрд грн втрачених доходів від недовипущеної продукції і 15 млрд — вартість зруйнованих основних фондів.
Видобуток вугілля в Україні скоротився на 35 %. З 150 вугільних шахт 115 розміщено на тимчасово окупованих територіях.
За попередніми підрахунками, втрати вітчизняних машинобудівних підприємств у 2014 році оцінюються на рівні 10 млрд грн.
Крім того, у Криму Росією захоплено Кримський содовий завод, який обіймає близько 80 % українського ринку кальцинованої соди.
За 10 місяців 2014 року залізницями недоотримано доходів у сумі 4 млрд грн.
У результаті окупації Криму і закриття повітряного простору над Донецькою і Луганською областями, з березня по грудень 2014 року було недоотримано доходів і надання послуг з аеронавігаційного обслуговування на загальну суму 2 млрд грн.
В Україні пошкоджено терористами, російськими збройними силами, бойовиками 1 тис. 514 об'єктів залізничної інфраструктури, зруйновано 1 тис. 561 кілометр автомобільних доріг, 33 мости, шляхопроводи.
Станом на початок лютого 2015 року в Донецькій області було зруйновано і пошкоджено понад 9 тис. житлових будинків, що фактично становить 12 % житлового фонду. Загальна сума руйнувань перевищує 1 млрд грн.
Російськими терористами зруйновано або пошкоджено 1 тис. 80 енергетичних об'єктів, пошкоджено 2 тис. 772 газопроводи.
Станом на кінець грудня 2014 року 9 тис. 360 абонентів і 6 підприємств в Луганській області залишалися без газопостачання.
Станом на 3 січня 2023 року, збитки, завдані Україні внаслідок війни, перевищують $700 мільярдів. Про це на засіданні Уряду України заявив прем'єр-міністр України Денис Шмигаль. "Потреби на відновлення зросли через атаки Росії на інфраструктуру... На початок червня 2022 року сума завданих збитків становила 350 млрд доларів", - повідомив він.

## Крим

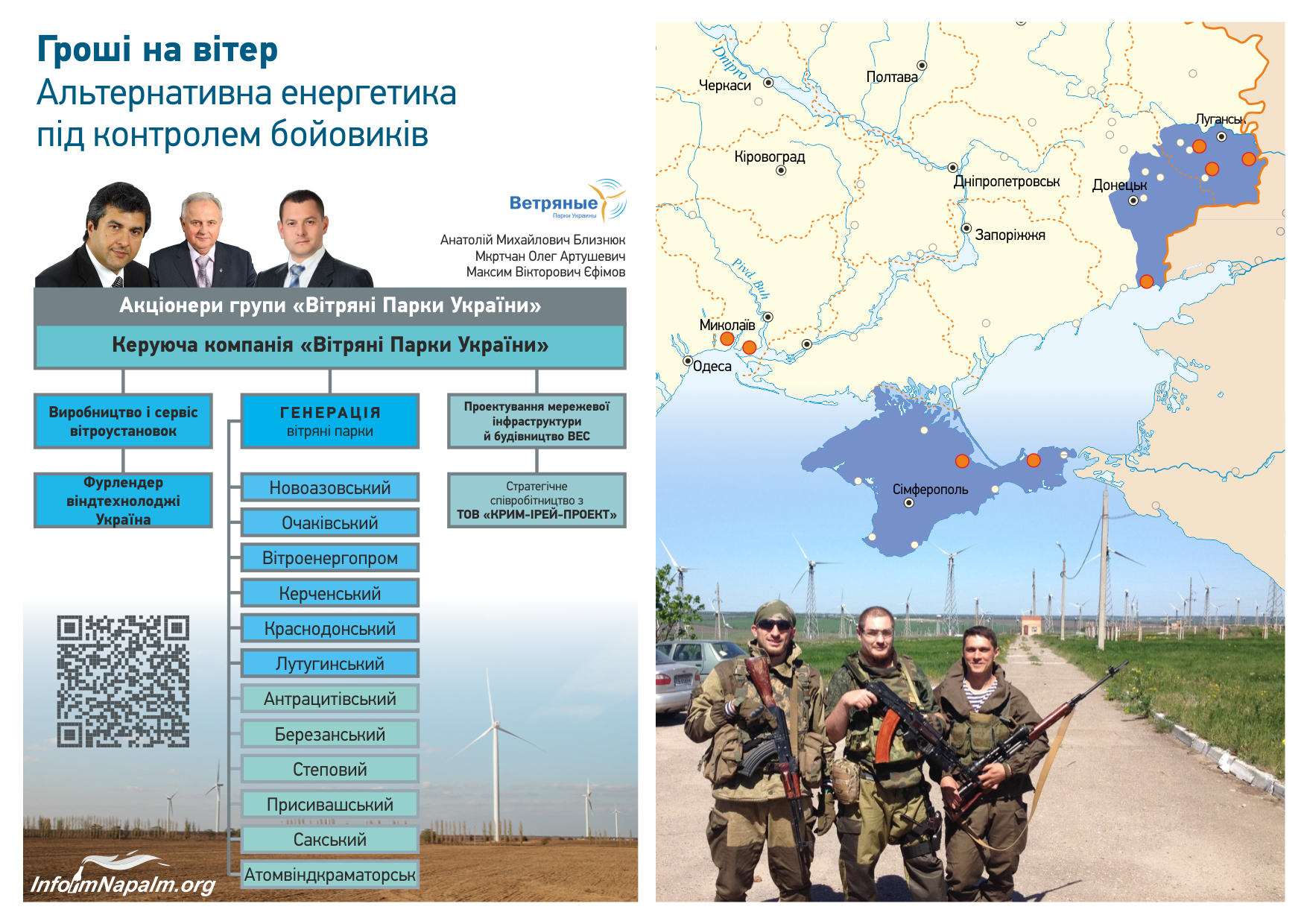
Альтернативна енергетика під контролем бойовиків

В понеділок 3 березня 2014 р. російський фондовий ринок відкрився обвальним падінням котирувань акцій більшості російських компаній, індекс ММВБ знизився до позначки 1305,23 (-9,65 %) — 1372,34 (-5 %), індекс РТС впав до рівня 1131,06 (−10,74 %) — 1206,33 (-4,8 %).
В Сенаті США станом на 4 березня розглядається питання про введення фінансових санкцій щодо Російської Федерації, зокрема розглядається питання про введення санкцій проти банків Росії, заморожування активів російських держустанов і приватних інвесторів.
Після тимчасового покращення котирувань акцій російських компаній внаслідок відводу російських військ від українського кордону, 5 березня 2014 р. на Московській біржі знову зафіксовано падіння їх котирувань, індекс ММВБ знизився до позначки 1344,56 (- 0,9 %), індекс РТС впав до рівня 1173,12 (- 0,9 %).
Член президії Економічної ради при президенті РФ Олексій Кудрін заявив у Петербурзі 13 січня 2014 р., що зростання економіки Росії в 2014 році може не подолати 1 % ВВП або навіть бути нульовим. За його оцінкою, корпоративний сектор Росії акредитований в іноземних банках приблизно на 700 млрд доларів. Із введенням економічних санкцій цей обсяг кредитування почне різко зменшуватися.
Після заяви 20 березня 2014 р. президента США Барака Обами, що він підписав розпорядження, яке дозволяє США ввести санкції щодо ключових секторів російської економіки, Російський фондовий ринок відкрився наступного дня обвалом індексів. Індекс РТС на 10.01 за московським часом впав на 3,07 % — до 1115,52 пункту, індекс ММВБ знизився на 2,46 % — до 1288,08 пункту.
В результаті анексії Росією в березні 2014 року зірвано курортний і посівний сезон в Криму.
В квітні на території призупинила діяльність вся банківська система АРК, виникають постійні проблеми з паливом, ростом цін та курсом долара США, припинено виплати матерям при народженні дітей.
В Ялті, Сімферополі і Севастополі припинили діяльність заклади швидкого харчування McDonald's.
Холдинг MTI, крупний дистриб'ютор комп'ютерної і оргтехніки, та володіє мережею магазинів взуття та одягу в Україні, закриває магазини брендового одягу Intertop в Криму.
Аеропорт Бельбек, розташований біля Севастополя не буде приймати міжнародні рейси, а буде обслуговувати виключно чартерні і бізнес-авіарейси.
267 відділень Приватбанку та 32 відділення Банку «Райффайзен» припинили свою роботу.
В середині травня 2014 року в Криму були зупинені всі вітрові (потужність — 63 МВт) та сонячні електростанції (267 МВт).
В квітні на території призупинила діяльність вся банківська система АРК, виникають постійні проблеми з паливом, ростом цін та курсом долара США, припинено виплати матерям при народженні дітей.
За оцінкою директора Інституту стратегічних досліджень Володимира Горбуліна, станом на грудень 2015 року збитки України від втрати Криму в результаті анексії Росією оцінюються в близько 1,2 трильйона грн.

## Схід України
Через воєнні дії Донецька залізниця втратила 226 тепловозів, 68 електровозів, 68 дизель-секцій і 94 електросекцій вагонів приміського сполучення, а також 29,27 тисячі вантажних вагонів та 520 пасажирських вагонів, яка залишилася на окупованій території.

### Донецька область
18 червня 2014 року двома вибухами було пошкоджено автомобільний міст поблизу с. Благодатне Амвросіївського району на Донеччині через р. Кринку для перешкоджання проходу через нього військової техніки на Сніжне, Торез та Шахтарськ.

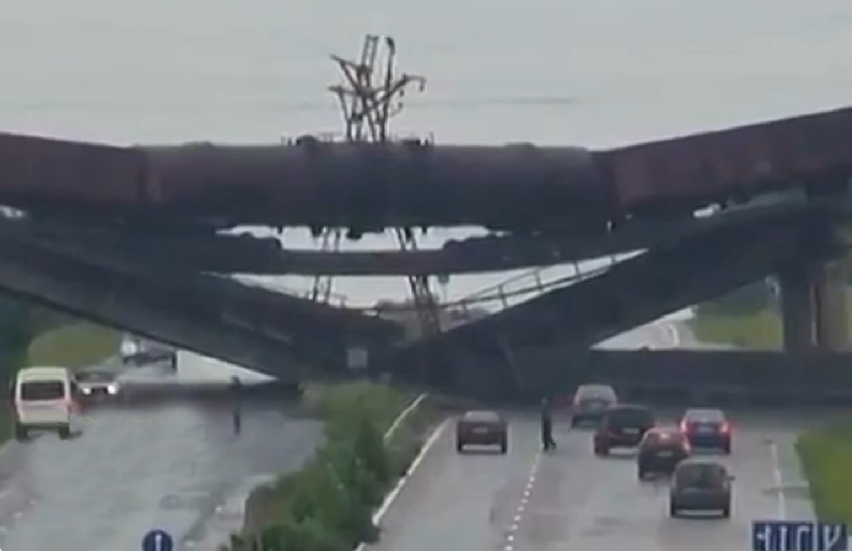
Знищений залізничний міст над автомагістраллю «Слов'янськ — Донецьк — Маріуполь» поблизу села Новобахмутівка Ясинуватського району Донецька область,

Станом на 13 травня 2015 р., за повідомленнями donbass.ua, у результаті військових дій на території т. зв. «ДНР» було частково пошкоджено або повністю зруйновано понад 10 550 об'єктів інфраструктури. Прес-служба т. зв. «Уповноваженого з прав людини в ДНР» наводить такі дані:
- у Донецьку зруйновано понад 6431 об'єкт,
- у Дебальцеве — 248,
- у Горлівці — 387,
- у Докучаєвську — 61,
- у Єнакієвому — 268,
- у Жданівці — 91,
- у Кіровському — 31,
- у Макіївці -1025,
- у Сніжному — 54,
- у Торезі — 118,
- у Харцизьку — 713,
- у Шахтарську — 74,
- у Ясинуватій — 563,
- в Амвросіївському районі — 270,
- у Волноваському районі — 3,
- у Мар'їнському районі — 24,
- у Новоазовському районі — 17,
- у Старобешівському районі — 51,
- у Тельманівському районі — 92,
- у Шахтарському районі — 29.

У розрізі галузей зруйновано: 5720 житлових будинків; 719 ліній електропередач і пунктів розподілу електроенергії; 155 об'єктів теплопостачання; 43 об'єкти водопостачання; 2669 об'єктів газопостачання; 11 об'єктів у сфері водовідведення та каналізаційного господарства; 67 об'єктів охорони здоров'я; 440 шкіл і дитячих садів; 54 професійно-технічних навчальних закладів; 54 вищих навчальних закладів; 25 об'єктів у сфері фізичної культури й спорту; 51 заклад культури; 174 об'єкти дорожньо-транспортної інфраструктури; 56 об'єктів промислового виробництва; 88 торгових підприємств; 224 об'єкти інших сфер.
Також станом на 13 травня на окупованій території з 2560 пошкоджених об'єктів державної й комунальної форм власності відновлено 366 од. Залишилося відновити — 2194 од.
Станом на початок лютого 2019 року на підконтрольній українському урядові території Донецької області було відновлено 6998 житлових будинків (6156 приватних, 772 комунальних, 24 кооперативних і 46 ОСББ), загальна вартість ремонтних робіт у яких склала 181,9 млн грн. Загалом з 2014 по початок лютого 2019 року було пошкоджено 12905 житлових будинків (11780 приватних, 1048 комунальних, 24 кооперативних і 53 ОСББ) і таким чином не відновленими залишаються 5907 одиниць житла (5624 приватного, 276 комунального і 7 ОСББ).

### Луганська область

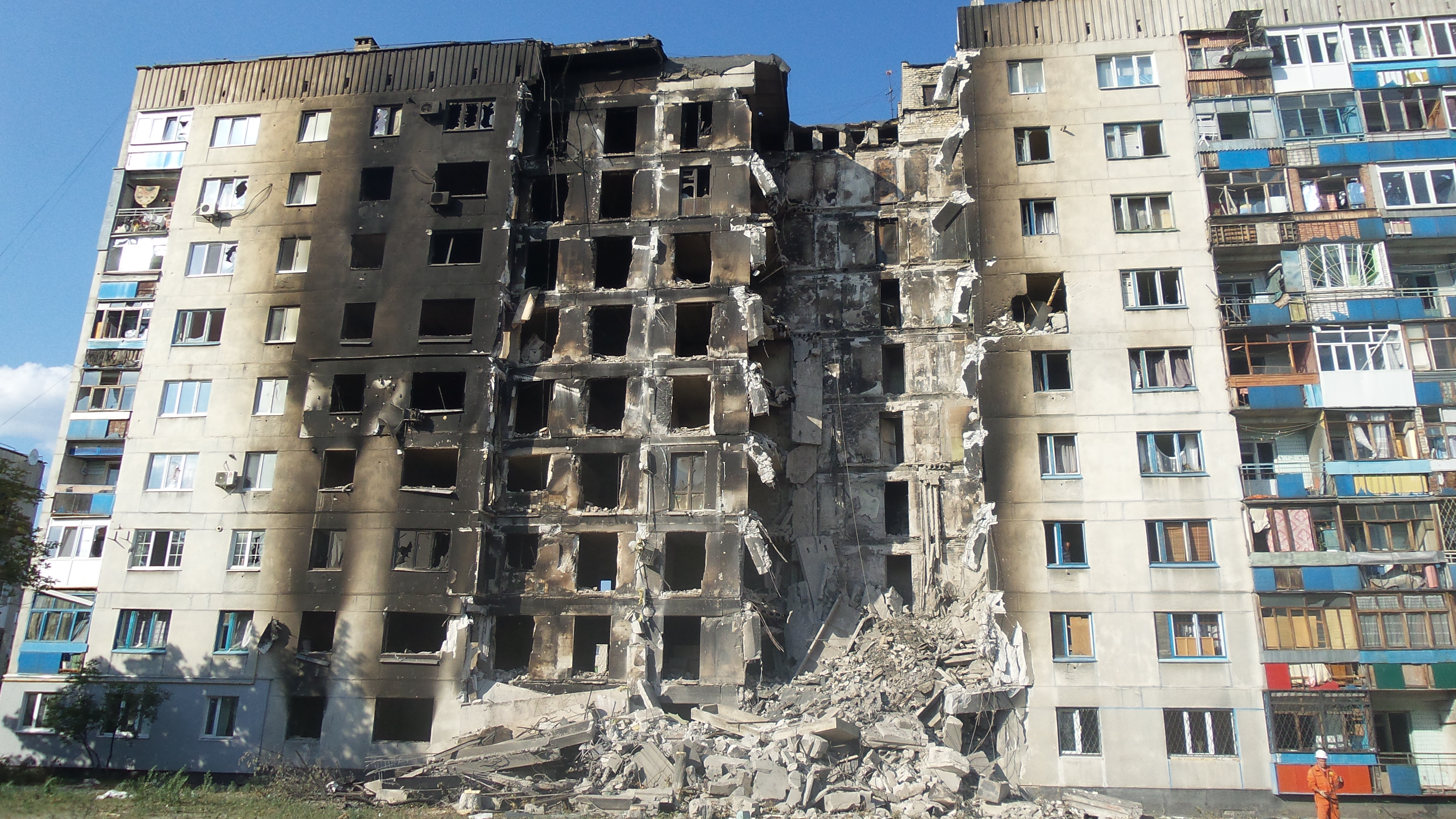
Житловий будинок у місті Лисичанськ Луганської області, зруйнований у ході російського військового вторгнення в Україну.

12 липня 2014 року був підірваний автомобільний міст через р. Айдар (між м. Старобільськ та с. Підгорівка), на автотрасі Р-07 Чугуїв-Мілове. Вибухом міст було пошкоджено (два прогони з шести), але не зруйновано. 23 липня рух цим мостом був відновлений після ремонту.
21 січня 2015 року бойовики підірвали міст через Сіверський Донець у Станиці Луганській, єдина транспортна переправа, через яку здійснювався автомобільний рух з контрольованої Україною Станиці до Луганська. Як наслідок, закрився один із семи пунктів пропуску для в'їзду чи виїзду громадян із зони АТО — «Широкий — Станиця Луганська».
Вивезено на територію РФ Луганський машинобудівний завод ім. О.Я.Пархоменка. Практично знищено Луганський тепловозобудівний завод.

### Запорізька область
20 січня 2015 року терористи підірвали залізничний міст на перегоні Розівка — Комиш-Зоря поблизу села Кузнецівка Запорізької області. 10 із 30 вагонів товарного потягу зійшли з рейок.

## Оцінки іноземних центрів
Центру економічних і бізнес-досліджень (CEDR) опублікував свій звіт, відповідно до якого:.
1 .Загальний обсяг невиробленої в Україні продукції у 2014-2020 роках унаслідок конфлікту з РФ - 280 млрд дол: до 40 млрд доларів щороку що становить 19,9% ВВП України доконфліктного рівня.
2. Анексія (окупація) РФ українського Криму у 2014 році коштувала Україні до 58 млрд доларів невиробленого ВВП. А триваючий конфлікт на Донбасі - до 14,6 млрд дол на рік у період з 2014 по 2020 рік.
3.Звіт підтверджує, що війна яка триває спричинив істотний вплив на економіку України. Він мав наслідком зниження довіри інвесторів до її економіки, що, своєю чергою, призвело до втрати 72 млрд доларів США інвестицій або до 10,3 млрд доларів США щорічно.
Водночас постійне зниження експорту призвело до загальних втрат країни у розмірі до 162 млрд доларів США за період з 2014 по 2020 рік.
Сукупні втрати основних фондів для України в Криму та на Донбасі від знищення або пошкодження активів становлять 117 млрд доларів США", - підкреслили в CEDR.